# آبکار دبیر
آبکار دبیر (انگلیسی: Apkar Tebir؛ با نام اصلی آبکار توخاتتسی ارمنی: Աբգար Թոխաթեցի زادهٔ حدود ۱۵۲۰ میلادی - درگذشته حدود ۱۵۷۲ میلادی) چاپگر و کشیش اهل ارمنستان است.
وی تایپوگرافی را در ونیز آموخت و در ۱۵۶۷م. در استانبول، چاپ فشاری را دایر نمود.

## یادداشت
1. ↑  Եվդոկիա